# Больше-Кудаш
Больше-Кудаш (баш. Олоҡоҙаш) — упразднённая деревня в Макаровском районе Башкирской АССР (ныне Ишимбайский район Республики Башкортостан). Входила в Кулгунинский сельсовет.

## История
Жители деревни Кудашево (существовала на территории Ишимбайского района до 1970-х годов) основали селения Больше-Кудаш, Мало-Кудаш и Арамкудаш, которые были известны до середины 1950-х годов.

## Географическое положение
Расстояние до:
- районного центра (Петровское): 63 км,
- центра сельсовета (Кулгунино): 20 км,
- ближайшей ж/д станции (Стерлитамак): 98 км